# La Laguna, Tamazunchale
La Laguna är en ort i Mexiko.   Den ligger i kommunen Tamazunchale och delstaten San Luis Potosí, i den sydöstra delen av landet, 210 km norr om huvudstaden Mexico City. La Laguna ligger 200 meter över havet och antalet invånare är 423.
Terrängen runt La Laguna är kuperad västerut, men österut är den platt. Runt La Laguna är det ganska tätbefolkat, med 86 invånare per kvadratkilometer. Närmaste större samhälle är Tamazunchale, 6,4 km väster om La Laguna. I omgivningarna runt La Laguna växer huvudsakligen savannskog.